# Islas de la Sonda
Las islas de la Sonda son un grupo de islas al oeste del archipiélago malayo.
Las islas o archipiélago de la Sonda forman un gran archipiélago en el sudeste asiático al noreste de Australia, que se encuentra en el límite entre las placas tectónicas euroasiática y australiana y, por tanto, se caracteriza por una gran actividad volcánica. Estas islas también establecen la frontera entre los océanos Índico y Pacífico y se extienden en un arco aproximadamente paralelo al ecuador, entre la península malaya y la isla de Nueva Guinea .
Las islas están divididas en dos grupos:
- Islas mayores de la Sonda:
  - Borneo;
  - Java;
  - Célebes;
  - Sumatra.
- Islas menores de la Sonda:
  - Bali;
  - Lombok;
  - Sumbawa;
  - Sumba;
  - Komodo;
  - Rinca;
  - Flores;
  - archipiélago de Solor;
  - Timor;
  - islas Barat Daya;
  - islas Tanimbar;
  - archipiélago de Alor.

El territorio actualmente está repartido entre Brunéi, Timor Oriental, Indonesia y Malasia. Borneo, Sumatra, Java y Bali pertenecen a la ecorregión indomalaya y el resto de islas a la Wallacea.

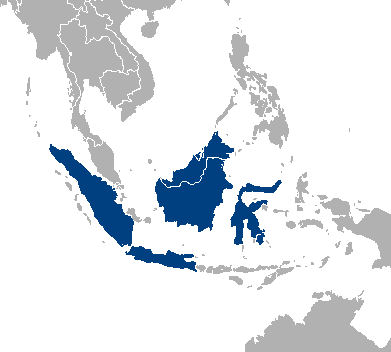
Islas mayores

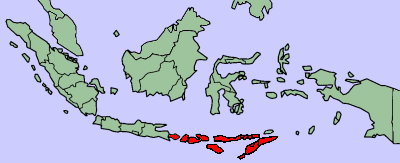
Islas menores

## Etimología
Los orígenes del uso de la palabra "Sunda" como terminología geográfica provienen del nombre de una ciudad comercial costera llamada Sundapura  (su ubicación es probablemente en la región de Sunda Kelapa) que fue construida durante la era del reino de Tarumanagara en el siglo IV . 

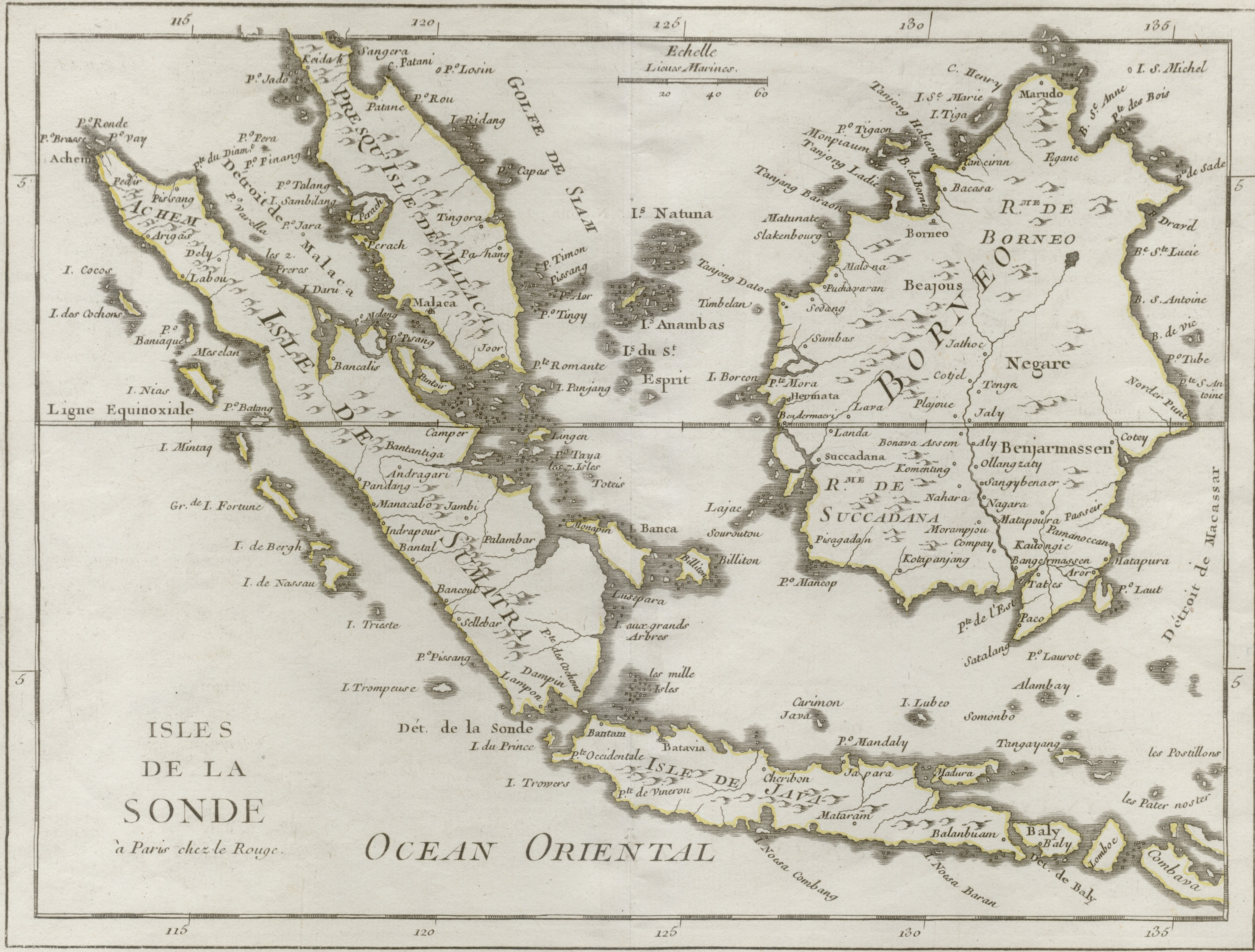
Mapa de las islas de la Sonda por Georges-Louis Le Rouge (un cartógrafo francés) en 1748.

Durante el período de exploración mundial por parte de los europeos, las islas de la Sonda fueron uno de los principales lugares de exploración y observación (también conocido como colonización), lo que provocó que la propia palabra sundanés fuera absorbida como un nuevo vocabulario en las lenguas europeas (especialmente las lenguas). en la familia de lenguas germánicas como el francés, el holandés , etc.) que se inició alrededor del siglo XIV hasta el siglo XVII. En algunas lenguas germánicas, el término *Sundą tiene el significado de "área rodeada de mar", "océano" o incluso "estrecho", que literalmente se refiere al estrecho de Sunda (el área donde se origina el término Sunda). En francés, las islas de la Sonda se conocen como islas de la Sonde, que puede traducirse aproximadamente como "islas [de] exploración".
El uso del término Sunda como referencia al archipiélago o región de Indonesia tiene su origen en los informes de exploración del geógrafo Claudio Ptolomeo. En el año 150 d. C., Ptolomeo escribió que había un archipiélago llamado Sunda en el este de la India en el informe de exploración del geógrafo Claudio Ptolomeo. En el año 1500 d. C., este informe se convirtió en una referencia para los portugueses que llegaron a Indonesia.
Cuando llegaron los portugueses, exploraron el reino de la Sonda. Por eso conocen el archipiélago como Sunda. Además, dividieron el archipiélago en Soenda Major (Gran Sonda) porque las islas de la parte occidental eran grandes y Soenda Minor (Lesser Sunda) porque las islas de la parte oriental eran pequeñas.

## Geología
Las islas de la Sonda, parte del Arco Sonda en el Sudeste Asiático, tienen una geología compleja y dinámica modelada por la actividad tectónica y los procesos volcánicos. Esta región incluye varias islas importantes como Sumatra, Java, Bali, y partes de Borneo y Sulawesi.

### Configuración Tectónica
Las islas de la Sonda se encuentran a lo largo del límite de varias placas tectónicas, principalmente la Placa Indo-Australiana y la Placa Euroasiática. La interacción entre estas placas crea una actividad geológica significativa en la región. La característica geológica más importante es la subducción de la Placa Indo-Australiana bajo la Placa Euroasiática. Esta zona de subducción es responsable de la formación de los arcos volcánicos y las cadenas montañosas a lo largo de las islas de la Sonda.

### Vulcanismo
El Arco de la Sonda es conocido por su actividad volcánica. Incluye algunos de los volcanes más activos del mundo, como el Monte Merapi en Java y el Monte Sinabung en Sumatra. Estos volcanes son principalmente estratovolcanes, construidos por capas de flujos de lava, ceniza y rocas volcánicas. Las rocas volcánicas en la región incluyen andesita, basalto y riolita, que son típicas del volcanismo en arcos asociados con zonas de subducción.

### Geomorfología
Las Islas de la Sonda presentan varias cadenas montañosas prominentes, como la Cordillera Bukit Barisan en Sumatra y las cadenas volcánicas de Java. Entre las cadenas montañosas, hay amplias llanuras y cuencas. Por ejemplo, la parte central de Java y la parte sur de Sumatra están caracterizadas por llanuras fértiles formadas por cenizas y lava volcánicas.

### Actividad sísmica
La región es propensa a terremotos frecuentes y, a veces, severos debido a los procesos tectónicos en curso. La actividad sísmica a menudo está relacionada con el movimiento a lo largo de fallas y la subducción de placas.

### Sedimentación
Además de las rocas volcánicas, se encuentran rocas sedimentarias en las Islas de la Sonda. Estas incluyen areniscas, lutitas y conglomerados que se han depositado en diversos ambientes como valles de ríos, áreas costeras y cuencas.

### Impacto histórico y ambiental
La actividad geológica tiene impactos significativos en la actividad humana. Las erupciones volcánicas, los terremotos y los tsunamis son peligros naturales comunes en la región, que afectan a las comunidades locales y a los ecosistemas.
Los suelos volcánicos en las Islas dea Sonda son típicamente muy fértiles, lo que apoya una agricultura extensiva en la región, especialmente en Java.

## Geografía
Las islas de la Sonda son parte del archipiélago malayo, que en la Edad del Hielo, a unos 100 metros por debajo del nivel del agua, conectaba parcialmente las cadenas montañosas y formaba un puente terrestre hacia la parte posterior de la India, Sondalandia.
Las Islas de la Sonda se dividen en islas muy diferentes de la Sonda Mayor y Menor en una dirección este-oeste. Las islas de la Sonda mayor consisten en Sumatra al oeste, frente a la península de Malaca, colindando con Java al sureste, la isla principal de Indonesia, la tercera isla más grande del mundo Borneo (Kalimantan) al norte y Sulawesi (antes Célebes) al este.
Las Islas Menores de la Sonda se unen a las Islas Mayores de la Sonda al este de Java. Sus principales islas son Bali, Lombok, Sumbawa, Flores y Timor. Entremedias hay muchas otras islas pequeñas.
Todas las islas de la Sonda grandes y la mayoría de las más pequeñas están rodeadas por un anillo de islas incluso más pequeñas. Sumatra, Java y las Islas Menores de la Sonda juntas forman el Arco de la Sonda.
Políticamente, la mayoría de las Islas de la Sonda pertenecen a Indonesia. La mayor parte del norte de Borneo pertenece a Malasia, con una pequeña parte formando el estado de Brunéi. La mitad de Timor forma el estado independiente de Timor Oriental, que también incluye dos pequeñas islas.
Los siguientes mares, que tienen hasta 600 km de ancho, se encuentran en un anillo alrededor de Borneo y Sulawesi entre las islas: al noroeste de Borneo se encuentra el Mar de China Meridional, al sur se encuentra el Mar de Java, al este se encuentra el Mar de Célebes. Al este de Sulawesi se encuentran el Mar de las Molucas y el Mar de Banda. Otros mares de la región son el Mar de Flores, el Mar de Sawu y al sur el Mar de Timor.

## Islas mayores
Borneo (malayo: Pulau Borneo, Indonesio: Kalimantan) es la tercera mayor isla del mundo y está ubicada en el sudeste de Asia. Se encuentra en el centro de Insulindia. Administrativamente, la isla se encuentra dividida entre Brunéi, Malasia e Indonesia. Los indonesios se refieren a la isla en el idioma indonesio como Kalimantan. Sin embargo, para la gente de fuera de Indonesia, Kalimantan es la zona que Indonesia ocupa en la isla de Borneo. La región de Malasia en Borneo se llama Malasia Oriental o Borneo malayo. La nación independiente de Brunéi ocupa el resto de la isla. Brunéi es la nación más rica de la isla. Borneo está dividida en varias regiones:
- La región de Kalimantan, perteneciente a Indonesia.
- Los estados de Sabah (Borneo Septentrional) y Sarawak, pertenecientes a Malasia.
- El sultanato independiente de Brunéi.

Java (indonesio: Jawa; javanés: ꦗꦮ; sondanés: ᮏᮝ) es una isla de Indonesia. Posee una superficie aproximada de 132 000 km² y una población de 150 millones de habitantes, lo que la convierte en la isla más poblada del mundo, por delante de Honshū, en Japón. Concentra las ciudades más grandes e importantes de dicho país, incluyendo a Yakarta, su capital.
Si Java fuera un país, ocuparía el noveno puesto en el ranking de países más poblados del mundo, por delante de Rusia y México, y sería el segundo del mundo por densidad (1098 hab/km²).

## Pueblos indígenas
Los pueblos indígenas de las Islas de la Sonda  tienen culturas y lenguas diversas, reflejando la rica y compleja historia de la región. Las islas de la Sonda, que incluyen Sumatra, Java, Bali, partes de Borneo y Sulawesi, albergan varios grupos étnicos con tradiciones y estilos de vida distintos.

### Sumatra
Pueblo Batak, con los subgrupos: Toba, Karo, Simalungun, Mandailing y Angkola. Son conocidos por su rica literatura oral, ceremonias tradicionales y una arquitectura de casas distintiva.
Pueblo Minangkabau, ubicados en Sumatra Occidental. Sociedad matrilineal con un fuerte énfasis en la vida comunal y casas tradicionales llamadas rumah gadang.
Pueblo Aceh, cultura distintiva influenciada por las tradiciones islámicas, con música, danza y cocina tradicionales.

### Java
Los javaneses es el grupo étnico más grande en Java, conocido por su rica herencia cultural, que incluye danza clásica, música gamelán y una estructura social compleja.
Los sundaneses se ubican en Java Occidental. Son conocidos por su lengua distintiva, artes tradicionales y el famoso instrumento musical angklung.
Los Betawi se ubican en Yakarta (anteriormente Batavia). Son una mezcla única de influencias javanesas, malayas, chinas y neerlandesas, reflejada en su cocina y prácticas culturales.

### Bali
El pueblo balinés habita en Bali.  La cultura hindu-balinesa es conocida por sus ceremonias elaboradas, danza, música y arte, así como por las famosas terrazas de arroz.

### Borneo (Kalimantan)
Dayak:
Subgrupos: Ngaju, Kayan, Kenyah, Iban y otros.
Características: Conocidos por sus casas largas tradicionales, historia de cabezas cortadas (en algunos grupos) y ricas tradiciones orales.
Banjar:
Ubicación: Kalimantan del Sur.
Características: Conocidos por su lengua distintiva y prácticas culturales, incluyendo rituales de boda únicos y artes.

### Sulawesi
El pueblo Toraja habitan en Sulawesi del Sur. Son conocidos por sus ceremonias funerarias elaboradas, arquitectura tradicional (casas tongkonan) y estructuras sociales únicas.
El pueblo Bugis habita en Sulawesi del Sur. Se destacan por su cultura marítima, incluyendo tradiciones de navegación y el alfabeto Bugis.
Minahasa:
Ubicación: Sulawesi del Norte.
Características: Conocidos por su lengua distintiva, danzas tradicionales y la práctica del cristianismo en una región predominantemente musulmana.

### Aspectos Culturales y Sociales
Muchos grupos indígenas hablan sus propias lenguas o dialectos, que a menudo son parte de la familia lingüística austronesia. Las creencias indígenas varían ampliamente, con influencias del hinduismo, budismo, islam y cristianismo, dependiendo de la región y las interacciones históricas. Cada grupo tiene su propio conjunto de prácticas tradicionales, ceremonias y artes, que son integrales a su identidad cultural.
Los pueblos indígenas de las Islas Sunda tienen una conexión profunda con su tierra y cultura, que sigue dando forma a sus comunidades en la actualidad.

## Historia
La región se caracterizó desde el principio por el comercio con India y China. El hinduismo, el budismo y el islam se difunden a lo largo de las rutas comerciales. Surgieron varios reinos como Srivijaya y Majapahit. 
A principios del siglo XVI, los portugueses fueron los primeros europeos en llegar a la región, establecieron sus propios puestos comerciales y conquistaron ciudades. Le siguieron españoles, ingleses y holandeses. La mayoría de las islas de la Sonda se convirtieron en parte de las Indias Orientales Neerlandesas, lo que ahora son territorios de Malasia y Brunéi se convirtieron en dominio británico, y los portugueses pudieron retener la colonia portuguesa de Timor hasta 1975. Por lo tanto, gran parte de la población es cristiana, especialmente en la parte oriental de las islas.
Durante la Guerra del Pacífico, las islas de la Sonda fueron ocupadas por los japoneses hasta 1945. Después de la guerra, comenzó la descolonización.